# Немачко-италијанско разграничење на простору бивше Југославије
Немачко-италијанско разграничење на простору бивше Југославије, познато и као Бечка линија, одредио је Адолф Хитлер 24. априла 1941. године, на основу претходног плана о распарчавању југословенске територије који је изнео 27. марта 1941. у „Директиви 25“, упркос снажном противљењу челника НДХ Анте Павелића. За Мусолини је разграничења ове територија видео као, присвајање предворје унутрашњости Балкана и, још битније, Дунавског басена – жиле куцавице Централне Европе.. Док је разграничење са НДХ, која се оштро противила, на простору Рашке области било од значаја, као територијална карика која је повезивала италијанску окупациону зону у Херцеговини са Великом Албанијом, попуњавајући важне празнине у империјалном ланцу који се простирао од словеначких Алпа до Егејског архипелага. Јер је био у неизоставни део италијанског концепта гувернатората Црне Горе.

## Историја разграничења
Ток догађаја од 6 — 17. април 1941.
Поред „Директиве 25” од 27. марта 1941. године, Адолф Хитлер је још за време сукоба у априлском рату, прво 12. априла 1941. године, донео „Привремене смернице за поделу Југославије”, а потом два дана касније, 14. априла, на основу овог документа, одређена је привремена демаркациона линија између немачких и италијанских оперативних снага која је ишла правцем Горажде – Бијело Поље.
Ток догађаја после капитулације Југославије
После капитулације Југославије, односно 21. и 22. априла 1941. године, у Хотелу Империјал у Бечу вођени су немачкоиталијански преговори о разграничењу, министра спољних послова обе стране између – Јоахима фон Рибентропа и грофа Галеацо Ћано (итал. Galeazzo Ciano). Бечким уговорима, између осталог, донета је и одлука о подели простора Босне и Херцеговине и Старог Раса, којом је предвиђено да се Босна препусти НДХ, Црна Гора Италији, а да се граница између два нова суседа одреди кроз директну дипломатску билатералу. Званични став немачке дипломатије био је да она нема посебних интереса на простору новостворене хрватске државе, потпуно супротно Италијанима.
Након овог састанка Хитлер је 24. априла 1941. године одредио границу између немачке и италијанске окупационе зоне на простору бивше Југославије, која је пратила линију која је раздвајала немачку и италијанску зону утицаја на некадашњој југословенској територији, а она је ишла од некадашње југословенско-италијанско-немачке тромеђе до коте 703 (јужно од Жирја) а отуд углавном пратећи:
- Линију Лучине – Јежица – Церкље – Самобор – Петриња – Глина - Босански Нови – Приједор – Бања Лука – Јајце – Доњи Вакуф – Травник – Високо – Сарајево – железничком пругом: Сарајево–Прача – Устипрача – Рудо – путем: Рудо – Прибој
- Линију: Прибој – Нова Варош – путем: Нова Варош – Сјеница – Нови Пазар – Косовска Митровица – железничком пругом: Косовска Митровица – Косово Поље – Урошевац
- Линију: Урошевац – Призрен – Тетово – Кичево – Охридско језеро - Преспанско језеро.

Сва наведена места, путеви и железничке пруге припале су Немцима, а дефинитивну линију требало је да одреде мешовите комисије на лицу места.
У складу са овом одлуком првобитно су се немачке посадне трупе и даље задржале Прибој, Нову Варош, Сјеницу, Пљевља, Нови Пазар и Пријепоље. Како је ово подручје било од мање важности за немачког окупатора, он је како би се што мање војно ангажовао и због уобличавања престижа италијанског савезника, усташком режиму НДХ, на њихов предлог уступио власт,поред оних у Босни Херцеговини и у неким деловима Рашке области. Домобранске и оружничке јединице, су се тако крајем априла и почетком маја 1941. године стационирале у Прибоју, Пљевљима, Пријепољу, Сјеници и Новом Пазару.

## Италијански поседи од маја 1941.
Од маја 1941. године италијански поседи на њеној територији били су подељени на три зоне, након што су 18. маја у престоници фашистичке Италије – Риму, потписани римски споразуми између Мусолинија и Павелића. Њима је одређена граница између Италије и Хрватске, и јасно дефинисане три зоне:
- Прва – анектирана,
- Друга – од прве до линије Делнице–Гацко. Друга зона је била „демилитаризована“, што је значило да Хрвати у њој нису имали права да држе војне јединице или граде утврђења.
- Трећа – од поменуте линије до границе са немачком окупационом зоном на северу.

Овакав став Италије уздрмао је власт у новоствореној Хрватској држави.
У атмосфери сукоба са НДХ око граница на простору Рашке области првих дана јула 1941. године вођени су последњи разговори између Италије и НДХ поводом дефинитивног разграничења. Став Мусолинија био је чврст, јер је желео целу Рашку област за Црну Гору. Штавише, Италијани су још 14. маја тражили од команде немачке 2. армије да им се препусти подручје Фоча–Пријепоље–Сјеница, на шта су Немци пристали 30. јуна. Иако се поглавник у почетку успротивио захтеву Рима, убрзо је морао да попусти. Већ 4. јула Павелић је пристао да се границе Црне Горе врате на оне из 1914. године.
Било како било, НДХ се формално-правно одрекла Старог Раса 27. октобра 1941. године, када је закључен споразум о успостављању граница између ње и Гувернатората Црне Горе. Граница се уз мање измене поклапала са оном која је 1914. године раздвајала Србију, Црну Гору и Аустроугарску.
Да би утврдила границу између територија потчињених немачком командујућем генералу у Србији и италијанских команди у Албанији и Црној Гори, једна немачко-италијанска комисија се састала у Риму почетком новембра те године. Међутим, немачким функционерима је било мање стало до границе у Санџаку, а више да модификују линију разграничења на Косову, тако да себи обезбеде руднике азбеста, хрома и магнезита који су лежали 10 км западно од железничке пруге Косовска Митровица-Прилужје.
И поред тога што је Италија, још 1939. окупирала Албанију и користећи албански национализам, и покушала је да материјализује своје залагање за великоалбанске циљеве: на бечком састанку Ћано је фон Рибентропу показао мапу на којој је била уцртана нова албанска граница која је ишла 10 км западно од Врања од Преспе до Косовске Митровице, укључујући и рудник Трепчу. Међутим, немачка влада као „старији партнер”, није била спремна на
толике уступке. Због тога је тзв. „Бечка линија“ у овом сегменту одређена тако да иде од Новог Пазара преко Косовске Митровице и Приштине, дуж железничке пруге Приштина-Урошевац и даље у правцу Тетова.